# Campeonato Mundial de Patinaje Artístico sobre Hielo de 1991
El LXXXI  Campeonato Mundial de Patinaje Artístico se realizó en Múnich (Alemania) entre el 11 y el 16 de marzo de 1991 bajo la organización de la Unión Internacional de Patinaje sobre Hielo (ISU) y la Unión Alemana de Patinaje sobre Hielo. 
Las competiciones se efectuaron en el Olympiahalle de la ciudad bávara. 

## Resultados

### Masculino
| Puesto | Nombre          | País            | Puntos |
| ------ | --------------- | --------------- | ------ |
| Oro    | Kurt Browning   | Canadá          |        |
| Plata  | Viktor Petrenko | Unión Soviética |        |
| Bronce | Todd Eldredge   | Estados Unidos  |        |

### Femenino
| Puesto | Nombre           | País           | Puntos |
| ------ | ---------------- | -------------- | ------ |
| Oro    | Kristi Yamaguchi | Estados Unidos |        |
| Plata  | Tonya Harding    | Estados Unidos |        |
| Bronce | Nancy Kerrigan   | Estados Unidos |        |

### Parejas
| Puesto | Nombre                                | País            | Puntos |
| ------ | ------------------------------------- | --------------- | ------ |
| Oro    | Natalya Mishkutenok / Artur Dmitriyev | Unión Soviética |        |
| Plata  | Isabelle Brasseur / Lloyd Eisler      | Canadá          |        |
| Bronce | Natasha Kuchiki / Todd Sand           | Estados Unidos  |        |

### Danza en hielo
| Puesto | Nombre                              | País            | Puntos |
| ------ | ----------------------------------- | --------------- | ------ |
| Oro    | Isabelle Duchesnay / Paul Duchesnay | Francia         |        |
| Oro    | Marina Klimova / Sergei Ponomarenko | Unión Soviética |        |
| Plata  | Maya Usova / Alexandr Zhulin        | Unión Soviética |        |

## Medallero
| Núm. | País            | Oro | Plata | Bronce | Total |
| ---- | --------------- | --- | ----- | ------ | ----- |
| 1    | Unión Soviética | 1   | 2     | 1      | 4     |
| 2    | Estados Unidos  | 1   | 1     | 3      | 5     |
| 3    | Canadá          | 1   | 1     | 0      | 2     |
| 4    | Francia         | 1   | 0     | 0      | 1     |
|      | TOTAL           | 4   | 4     | 4      | 12    |

| Predecesor: Canadá 1990 | Campeonato Mundial de Patinaje Artístico sobre Hielo 1991 | Sucesor: Estados Unidos 1992 |

- Datos: Q556561